# European Round Table of Industrialists
De European Round Table of Industrialists (Europese Rondetafel van Industriëlen) of ERT is een lobbyorganisatie, gevestigd in Brussel, en bestaande uit een vijftigtal CEO's van de machtigste Europese (multinationale) industriële concerns. De ERT heeft tot doel het Europees beleid op alle niveaus te beïnvloeden ten behoeve van een hogere industriële competitiviteit.

## Ontstaan
Begin jaren tachtig oordeelde een groep van topindustriëlen dat het toenmalig Europees beleid onvoldoende steun bood voor industriële dynamiek op pan-Europees niveau, een malaise die men de Eurosclerose noemde. Op initiatief van Pehr Gyllenhammar (Volvo), met de medewerking van eurocommissaris voor industrie Étienne Davignon en de steun van Umberto Agnelli (Fiat) en Wisse Dekker (Philips) werd de organisatie in 1983 opgericht door 17 stichtende leden. Nieuwe leden konden verder alleen toetreden op invitatie van bestaande leden. Het eerste secretariaat werd ondergebracht in een gebouw van Volvo in Parijs.

## Doel
De European Round Table stelde zich tot doel het Europees beleid te sturen, niet in details, maar vooral in de grote lijnen. Zij had daartoe een bevoorrechte toegang tot toppolitici in de Commissie en nationale regeringen. De ERT kan daarom beschouwd worden als een van de belangrijkste architecten van de grote Verdragen van de Europese Unie sedert 1985, en beleidsbeslissingen zoals de Uitbreiding van de Europese Unie, de invoering van de euro, pan-Europese verbindingen zoals de Eurotunnel en de Sontbrug tussen Denemarken en Zweden, de Lissabonstrategie of het trans-Atlantisch handelsverdrag TTIP.

## Leden
Aan het hoofd van de ERT stonden: 
- 2014: voorzitter Benoît Potier (Air Liquide), Frankrijk; vicevoorzitter Nils S. Andersen (A.P. Moller – Maersk), Denemarken; secretaris-generaal Brian Ager.
- 2021: voorzitter Carl-Henric Svanberg (AB Volvo, Zweden); vicevoorzitters Nancy McKinstry (Wolters Kluwer, Nederland), en Dimitri Papalexopoulos (TITAN Cement, Griekenland); Secretaris-generaal Frank Heemskerk.

De groep telde in 2014 ongeveer vijftig leden (alfabetisch naar bedrijf):
- Ulrich Spiesshofer  (ABB), Zwitserland
- Tom Enders  (Airbus Group), Duitsland
- Ton Büchner  (AkzoNobel), Nederland
- Michel Combes  (Alcatel-Lucent), Frankrijk
- Kurt Bock  (BASF), Duitsland
- Marijn Dekkers  (Bayer), Duitsland
- Norbert Reithofer  (BMW Group), Duitsland
- Carl-Henric Svanberg  (BP), Verenigd Koninkrijk
- Rodolfo De Benedetti  (CIR Group), Italië
- Timotheus Höttges  (Deutsche Telekom), Duitsland
- Johannes Teyssen  (E.ON), Duitsland
- Leif Johansson  (Ericsson), Zweden
- Severin Schwan  (F. Hoffmann-La Roche), Zwitserland
- John Elkann  (Fiat Group), Italië
- Gérard Mestrallet  (GDF SUEZ), Frankrijk
- Jean-François van Boxmeer  (Heineken), Nederland
- Kasper Rorsted  (Henkel), Duitsland
- Ignacio S. Galán  (Iberdrola), Spanje
- Pablo Isla  (Inditex), Spanje
- Jacob Wallenberg  (Investor AB), Zweden
- Antti Herlin  (KONE), Finland
- Jean-Paul Agon  (L'Oréal), Frankrijk
- Bruno Lafont  (Lafarge), Frankrijk
- Zsolt Hernádi  (MOL), Hongarije
- Paul Bulcke  (Nestlé), Zwitserland
- Risto Siilasmaa  (Nokia Corporation), Finland
- Svein Richard Brandtzaeg  (Norsk Hydro), Noorwegen
- Gerhard Roiss  (OMV), Oostenrijk
- Jacek Krawiec  (PKN Orlen), Polen
- Antonio Brufau  (Repsol), Spanje
- Jan du Plessis  (Rio Tinto), Verenigd Koninkrijk
- Ian Davis  (Rolls-Royce), Verenigd Koninkrijk
- Ben van Beurden  (Royal Dutch Shell), Nederland
- Frans van Houten  (Royal Philips), Nederland
- Güler Sabancı (Sabancı Holding), Turkije
- Pierre-André de Chalendar  (Saint-Gobain), Frankrijk
- Bill McDermott  (SAP AG), Duitsland
- Joe Kaeser  (Siemens), Duitsland
- Gary McGann  (Smurfit Kappa Group), Ierland
- Jean-Pierre Clamadieu  (Solvay), België
- Paulo Azevedo  (SONAE), Portugal
- Carlo Bozotti  (STMicroelectronics), Italië
- César Alierta Izuel  (Telefónica), Spanje
- Heinrich Hiesinger  (ThyssenKrupp), Duitsland
- Dimitri Papalexopoulos  (Titan Cement), Griekenland
- Christophe de Margerie  (Total S.A.), Frankrijk
- Thomas Leysen  (Umicore), België
- Vittorio Colao  (Vodafone Group), Verenigd Koninkrijk
- Olof Persson  (Volvo), Zweden
- Nancy McKinstry  (Wolters Kluwer), Nederland

## Netwerken
De ERT werkt nauw samen met BUSINESSEUROPE, de officiële vertegenwoordiger van het zakenleven bij de Europese instellingen. Leden van de ERT nemen ook geregeld deel aan de Bilderbergconferenties.